# 山崎章甫
山崎 章甫（やまさき しょうほ、1924年 - ）は、ドイツ文学者。ゲーテが専門。

## 略歴
愛知工業大学講師、名古屋市立大学助教授、教授を務めた。

## 翻訳
- ドイツ・イデオロギー 第1冊 マルクス、エンゲルス 伊東勉共訳 国民文庫 1953
- 第三帝国の神話 ナチズムの精神史 J.F.ノイロール 村田宇兵衛共訳 未來社 1963
- ドイツ・ロマン派 ハイネ 未來社 1965
- ゲーテ論集 トーマス・マン 高橋重臣共訳 未來社 1971
- ゲーテ全集9・10 詩と真実 わが生涯より 河原忠彦共訳 潮出版社 1979-80、新版2003
- ゲーテとトルストイ トーマス・マン 高橋重臣共訳　岩波文庫 1992.12
- ゲーテを語る 講演集 トーマス・マン  岩波文庫 1993.10
- 黒い蜘蛛 ゴットヘルフ 岩波文庫 1995.5
- 詩と真実 ゲーテ 岩波文庫 全4巻 1997
- ヴィルヘルム・マイスターの修業時代 ゲーテ 岩波文庫 全3巻 2000
- ヴィルヘルム・マイスターの遍歴時代 ゲーテ 岩波文庫 全3巻 2002
- 森の小道・二人の姉妹 シュティフター 岩波文庫 2003.2